# American Underdog
American Underdog es una película estadounidense de deportes y biográfica de 2021 sobre el mariscal de campo de la National Football League (NFL) Kurt Warner. Dirigida por Andrew y Jon Erwin, la película sigue el viaje de Warner como un jugador no reclutado que ascendió hasta ganar el Super Bowl XXXIV. Está protagonizada por Zachary Levi como Warner junto a Anna Paquin como su esposa Brenda y Dennis Quaid como el entrenador en jefe de los St. Louis Rams, Dick Vermeil.
La película fue estrenada en cines en los Estados Unidos el 25 de diciembre de 2021 por Lionsgate. Recibió reseñas en su mayoría positivas de los críticos y recaudó más de $25 millones de dólares en la taquilla.

## Reparto
- Zachary Levi como Kurt Warner
  - Beau Hart como el joven Kurt Warner[2]
- Anna Paquin como Brenda Warner
- Dennis Quaid como Dick Vermeil
- Chance Kelly como Mike Martz
- Cindy Hogan como Sue Warner
- Ser'Darius Blain como Mike Hudnutt
- Adam Baldwin como Terry Allen
- Bruce McGill como Jim Foster
- Danny Vinson como Larry
- Hayden Zaller como Zack Warner
- Cora Kate Wilkerson como Jesse Jo Warner
- OJ Keith Simpson como Marshall Faulk
- Nic Harris como Ray Lewis

Otras personas de la vida real representadas en la película incluyen a Steve Mariucci, Reggie White, Brett Favre, Trent Green, Isaac Bruce, Mike Holmgren y Ty Detmer.

## Producción
En febrero de 2020 se anunció la realización de una película biográfica sobre la vida de Kurt Warner, y la contratación de los hermanos Andrew y Jon Erwin para dirigir la película, titulada American Underdog: The Kurt Warner Story. En septiembre de 2020, se anunció que Zachary Levi interpretaría a Warner. En enero de 2021, Anna Paquin y Dennis Quaid se encontraban entre el elenco adicional agregado a la película.
La filmación comenzó el 25 de enero de 2021 y concluyó el siguiente 6 de marzo, y tuvo lugar en Atlanta y Oklahoma City. El título de la película se acortó más tarde a American Underdog, con el lanzamiento del marketing de la película y el anuncio de la fecha de estreno en Navidad.

## Estreno
La película fue estrenada el 25 de diciembre de 2021. Anteriormente estaba programada para estrenarse el 18 de diciembre de 2020, pero se retrasó desde una fecha anterior del 10 de diciembre de 2021, debido al retraso en el cronograma de filmación durante la pandemia de COVID-19. La película tuvo su estreno mundial en el TCL Chinese Theatre de Los Ángeles el 15 de diciembre de 2021.

## Recepción
American Underdog recibió reseñas generalmente positivas de parte de la crítica y de la audiencia. En el sitio web especializado Rotten Tomatoes la película posee una aprobación del 75%, basada en 69 reseñas, con una calificación de 6.6/10 y con un consenso crítico que dice: "American Underdog se adhiere al libro de jugadas del drama deportivo inspirador estándar -- y demuestra una vez más que puede ser muy efectivo en las manos adecuadas". De parte de la audiencia tiene una aprobación del 96%, basada en más de 2500 votos, con una calificación de 4.7/5.
El sitio web Metacritic le dio a la película una puntuación de 53 sobre 100, basada en 14 reseñas, indicando "reseñas mixtas o promedio". Las audiencias encuestadas por CinemaScore le otorgaron a la película una "A+" en una escala de A+ a F, mientras que en el sitio IMDb los usuarios le asignaron una calificación de 7.1/10, sobre la base de 15 331 votos. En la página web FilmAffinity la cinta tiene una calificación de 5.9/10, basada en 463 votos.

## Comparaciones con hechos reales
La película muestra el primer tiempo de juego de Kurt Warner en la NFL en el partido inaugural de la temporada de 1999 de los Rams contra los Ravens. En realidad, jugó en el juego de la semana 17 de los Rams de su temporada de 1998 contra los 49ers. Solo completó cuatro de sus once intentos para 39 yardas. Warner había estado en el equipo más tiempo que Trent Green, quien firmó el 15 de febrero de 1999, mientras que Warner había firmado con los Rams durante la temporada baja de 1998 y fue asignado a la NFL Europa, que no se menciona en la película en absoluto. La película también omite que Warner jugó para los Iowa Barnstormers durante tres temporadas.